# Marina Capdevila
Marina Capdevila i Papió (Falset, Tarragona, 1985) es una ilustradora, pintora y muralista española que usa el recurso de la exageración, de la forma más extrema, con el objetivo de distorsionar situaciones de la vida cotidiana. Busca la espontaneidad y la ironía. La paleta de colores que utiliza se basa en las casas de su pueblo natal y busca inspiración en las personas ancianas retratándolas de una forma cómica a la vez que respetuosa, alegre y vital.

## Trayectoria
Capdevila se licenció en Bellas Artes por la Universidad de Barcelona. Posteriormente estudió en Willem de Kooning Academy de Róterdam, trabajando como diseñadora gráfica en esa ciudad, y realizó un postgrado de Ilustración creativa en la Escola Eina de Barcelona. Después comenzó su carrera como ilustradora, especialmente en publicidad.
En 2017 fue una de las artistas invitadas a la primera edición del Festival CURA-Circuito Urbano de Arte en Belo Horizonte, Brasil, donde pintó una fachada de 45 metros de altura. En el año 2021 pintó un mural de cuatro plantas de altura en Gerona, en la residencia Puig d'en Roca del barrio de Fontajau donde hacía poco había fallecido su madre, representando el abrazo gigante de un grupo de la tercera edad.
Además de en su país, ha expuesto y trabajado en Corea del Sur, Alemania, Brasil, México, Estados Unidos, Países Bajos o Reino Unido, entre otros.